# صافي خان لزجي
صافي خان لزجي  اشتهر باسمه لاحقاً باسم «صافي» («قولي») خان ليزجي، مسؤولاً في القرن السابع عشر في إيران الصفوية، التي كانت من عائلة أمراء لزجين. وهو مواطن من داغستان، وكان ابن ألداس (إلداس) ميرزا شمخال، والمعروف أيضًا باسم إيلديريم خان شامخال، وبالتالي كان أحد أفراد عائلة شمخال كوموك. تم إرساله إلى المحكمة الصفوية في أصفهان في سن مبكرة من قبل والده خلال فترة حكم الملك آسفي (1629-1642)، حيث نشأ وأعيد تسميته «صافي - خان» خان. شغل منصب الحاكم (hakem) من مقاطعة يريفان (المعروف أيضا باسم Chokhur-e Sa'd) من 1666 إلى 1674.
ابنه فتح علي خان داغستاني، صعد ليكون واحدا من أقوى الأفراد في الدولة الصفوية.